# Taylor Fricano
Taylor Linn Fricano (Palatine, 4 febbraio 1995) è una pallavolista statunitense, opposto delle AI Peppers.

## Carriera

### Club
La carriera di Taylor Fricano inizia nei tornei scolastici dell'Illinois, giocando per la Palatine HS, e parallelamente competendo a livello giovanile con lo Sky High. Dopo il diploma gioca a livello universitario, approdando alla Wisconsin in NCAA Division I: dopo aver saltato l'annata 2013, scende in campo solo nel 2014 con le Badgers come schiacciatrice, trasferendosi alla North Carolina, dove finisce la sua carriera universitaria nella pallavolo, giocando dal 2015 al 2017 nel ruolo di centrale; nella primavera del 2018 si trasferisce nuovamente, per giocare un semestre a beach volley alla Missouri State.
Nella stagione 2018-19 firma il suo primo contratto professionistico in Repubblica Ceca, ingaggiata come opposto dal Královo Pole, in Extraliga, mentre nella stagione seguente si accasa in Svizzera, partecipando alla Lega Nazionale A con lo Sm'Aesch Pfeffingen: resta nella massima divisione elvetica anche nel campionato 2020-21, ma vestendo la maglia del Kanti. A stagione in corso tuttavia lascia la formazione elvetica per accasarsi all'Olimpia Teodora, nella Serie A2 italiana, dove resta fino a metà del campionato seguente, tornando in patria nel febbraio 2022 per disputare la seconda edizione dell'Athletes Unlimited.
Nella stagione 2022-23 approda nella Ligue A francese, dove indossa la casacca del Terville Florange, restando nella massima divisione transalpina anche nella stagione seguente, trasferendosi al Béziers. Nel campionato 2024-25 viene ingaggiata dal Voluntari, in Divizia A1, vincendo la Supercoppa rumena, ma dopo appena qualche mese si trasferisce in Corea del Sud, partecipando alla V-League con le AI Peppers per il resto dell'annata.

## Palmarès

### Club
- Supercoppa rumena: 1

2024